# Gasen
Gasen là một đô thị thuộc huyện Weiz thuộc bang Steiermark, nước Áo. Đô thị Gasen có diện tích 33,93 km², dân số thời điểm cuối năm 2005 là 967 người.